# 加拿大華人歷史
华裔是最早移民加拿大的亚裔族裔之一。

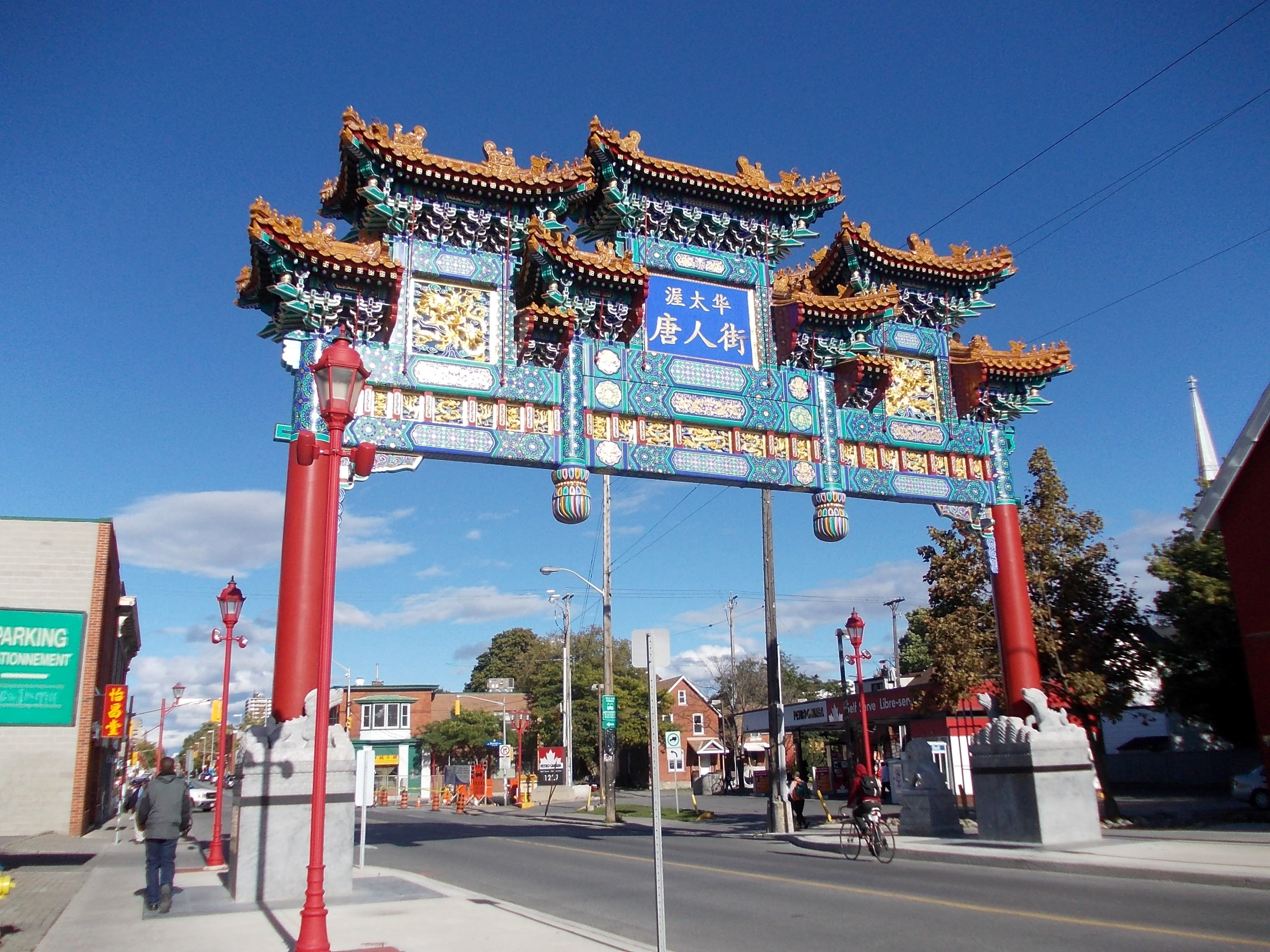
渥太華唐人街

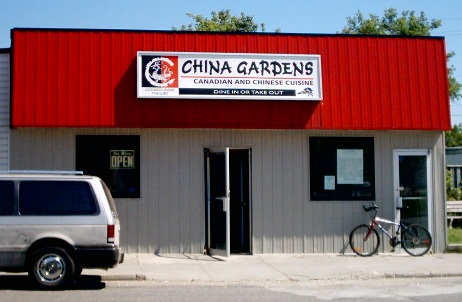
雷灣區中餐廳

历史上，华裔在加拿大的经历颇为曲折。联邦政府曾一度實施《1923年華人移民法令》（「排華法」），禁止华人移民加拿大。二战之后，「排华法」被废除，但对于华人移民加拿大的限制依然存在。直到加拿大政府在1971年实行了多元文化政策以后，将所有制度化种族歧视废除，加拿大华人开始社会地位逐步提高，社会经济状况也不断改善，并开始积极参与加拿大的政治和社会文化生活。

## 最初的歷史
第一批来加拿大的中国人是在1788年登陆加拿大西岸。这些从澳门来的中国木工跟随一名叫詹姆斯·梅尔斯的英国海军队长到英属哥伦比亚的温哥华。然后这批中国木工之后的行踪却未载史册，下落不明。

## 19世紀中的中國移民
第二次大規模的中國移民是在第二次鴉片戰爭後（天津條約同意向外國輸出中國苦力）。當時的中國移民從廣東省恩平市，來避開國内的貧窮和政治不穩定狀況。來加拿大的廣東人大多數都是從香港進入加拿大。中國人在1858年（咸豐8年）開始在英屬哥倫比亞（英文：British Columbia，又譯為卑詩）殖民地出現。當時，卑詩省的菲沙河谷（Fraser Valley）有個淘金潮。這個淘金潮吸引了很多中國人和舊金山的華人來卑詩。
華人为興建加拿大太平洋鐵路作出偉大的貢獻。卑詩在1871年（同治10年）同意加入加拿大聯邦的條件是聯邦政府在10年内建成一條連接加拿大東西部的鐵路。1880年（光緒6年），鐵路公司在廣東省聘請了5,000名工人，亦在加州聘請了7,000名華人。雖然鐵路華工只是負責大約300英里的工程，但這300英里却是加拿大太平洋鐵路中最艱巨的一段，因爲這段鐵路要穿過险峻的落基山脈，白人大都不願意去冒險。所以，廉價的華工是最好的人選。到1881年（光緒7年）底，最初的5,000名華工當中，仅有約1,500人生還。

## 鐵路後的華人歷史
加拿大太平洋鐵路在1885年（光緒11年）完成之後，加拿大不再需要華人劳工。所以在同年，加拿大政府開始向進入加拿大的華人收取50加元的人頭稅。因爲$50的人頭稅沒有有效地阻止華人進入加拿大，聯邦政府在1900年（光緒26年）將人頭稅增加到$100，而在1904年 （光緒30年）增加到收取$500（相当于2003年的8000加元）。
因爲$500的人頭稅仍未能徹底地阻止華人進入加拿大，加拿大政府在1923年（民國12年）7月1日通過《1923年華人移民法令》（又稱爲「排華法」）。法案规定：除了商人，外交官員，留學生，和特別個案以外，禁止華人進入加拿大境内。此外，在排華法生效前進入加拿大的華人要向他們的地區當局報到，并且他們每次离开加拿大的时候，最多可以逗留在境外兩年。

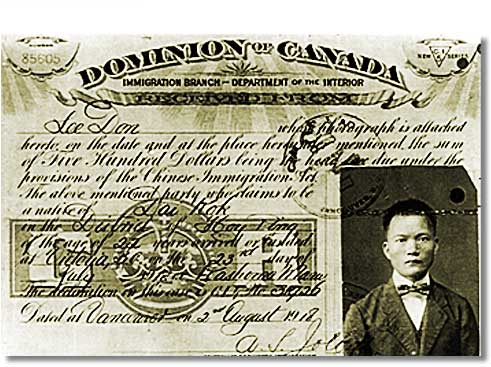
人頭稅的收據。這張收據是在1918年8月2日，由加拿大內務部的發出的。在1918年，華人须繳交500加元才能進入加拿大。

直至到戰後，加拿大的華人社區仍是一個單身男子社會，因爲當時的中國家庭难以筹措那麽多錢送他們的女兒去加拿大。而且，由于當時大多數華人大都不能够說流利的英語，所以他們躲避在唐人街。鉴于當時的反華情緒變得太過激烈，加拿大的華人開始了向東定居。由於當時的加拿大已經有很多條例禁止華人從事多個行業，華人只可以做白人不願意從事的工作，例如洗衣店和三文魚加工。卑詩省在1872年（同治11年）通過了「卑詩省選民資格法案」（但在1875年（光緒2年）才執行），剝奪華人的省選投票權。因爲聯邦大選的選民名單是從省選的名單來的，卑詩省的華人被完全剥夺了選舉權。面對各種反華情緒，在加華商創辦了中華會館。第一間中華會館于1885年（光緒11年）在維多利亞開館，而溫哥華的是在1895年（光緒21年）。住在這兩個地區的華人必須成爲中華會館會員。中華會館的工作包括在法律糾紛中代表華人會員的利益和運送去世會員的遺體返回中國。
加拿大在1939年（民國28年）9月10日加入第二次世界大戰。在加華人對加拿大的戰事做出了很大的貢獻。中華會館要求全体會員購買加拿大和中華民國的戰時債券。有些華人還加入加拿大軍隊。可是，当时的政客不願意派華人上陣，原因是因爲他們不想在戰後给華人公民權。但在1942年（民國31年）2月15日，日軍佔領馬来亞并俘虜了10萬英联邦軍。加拿大政府在1944年（民國33年）派了一批華裔加軍到馬来亞。他們的任務是要訓練當地的抗日游擊隊和作爲間諜，為盟國打聽情報。但是在1944年（民國33年），二戰的結果實際上已成定局，所以華人間諜對於二戰的作用不大。

## 戰後的華裔移民
因爲加拿大華人在二戰的貢獻，而且有些反華條例違反聯合國憲章，加拿大政府在1947年（民國36年）廢除了排華法并恢復在加華人的公民權利。可是，當時有資格移民到加拿大的華人只限于具有加拿大國籍華人的配偶和子女。由於信仰馬列主義的中共政權在1949年10月1日成立和在韓戰中對北韓政權的支持，部分在加華人面對一股新的反華浪潮。中國大陸政權易手後，加拿大的華人都被主流視爲中共的間諜 。在1967年，加拿大政府改變它們的移民政策，將「出生地（Place of Origin）」一欄刪除。因為加拿大自由黨的新政策，1967年後有很多港台華人用「獨立移民」身份来到加拿大。在1949年到1970年代中，移民到加拿大的華人大多數來自香港、臺灣和東南亞。来自中國大陸、有資格赴加拿大團聚的申请要通过加拿大駐香港高級專員批准，因爲加拿大在1970年10月前與中華人民共和國無邦交。

## 新千禧年
加拿大政府在1971年實行了多元文化政策以後，將所有（尤其是對亞裔的）制度化種族歧視廢除。加拿大實施多元文化政策以後令華人社區覺得他們被加拿大主流接受。還有，因為「香港主權移交」就快來臨及各種有關不明朗因素（例如1989年六四事件），很多香港人選擇移民到加拿大。由于在1997年7月1日之前，香港和加拿大同是英聯邦成員，所以香港人可以很容易來加拿大。根據加拿大駐香港領事館的數字，1991至1996年間「每年有大約2萬個香港人移民到加拿大，佔香港人移民外國的大半和加拿大總移民的20%。」
今天中國大陸已經超過了香港和台灣成爲最多華人移民的出生地。而且，來自中華人民共和國（中國大陸）的移民已經成爲加拿大移民中人口最多的群体，超過其他任何國家和地區。根據加拿大移民和國民部2002年的數據，由2000年起，來自中華人民共和國的加拿大移民人口是比例最大的，每年大約有3萬人移民到加拿大，佔加拿大移民總人口大約15%。

### 「人头税」平反
2006年4月4日，加拿大总理史蒂芬·哈珀领导的保守党政府公布施政报告，重申政府将就「人头税」和排华法案问题向华裔社区正式道歉的立场。这是历史上加政府第一次在施政报告中提出「人头税」问题。
6月22日，哈珀總理在加拿大國會舉行正式道歉儀式，並宣布加拿大政府的象徵性賠償方案，同時也為「人頭稅」停徵後實施的《排華法案》表示最深切的悔過。補償方案為健在的「人頭稅」受害者和其他受害者遺孀共約400人每人補償2萬加元，同時撥款2400萬加元，資助各少數族裔社區就歷史問題開展教育活動，其中250萬加元用在华裔社區進行「人頭稅」問題的宣傳。此外，加政府還將撥款1000萬加元，在全國範圍內進行反種族歧視宣傳。總理用標準粵語（廣州話，当时最多华裔加拿大人說的語言）說出道歉，讓許多年紀較長、受過人頭稅之苦的华裔加拿大人潸然淚下。温哥华市政府也于2018年4月22日在大温哥华中华文化中心就当地历史上针对华人的歧视行为用台山话发布正式道歉，道歉内容的中文版本由原华裔市议员叶吴美琪、余宏荣分别用广府方言和四邑方言宣读。